# エドワード・ジェームス・リード
サー・エドワード・ジェームス・リード（英語: Sir Edward James Reed, KCB, FRS 1830年9月20日 - 1906年11月30日）はイギリスの軍艦設計技師、政治家である。
1863年から1870年までイギリス軍艦設計の最高責任者（海軍建造部長であった。帆走を兼用する時代より汽走が主用になる時期の軍艦、特に甲鉄艦において多くの優秀な設計をし、近代甲鉄艦を完成させた。イギリス海軍を去ってからも長く設計工務所を主宰し、この時代に金剛型コルベットである金剛と比叡、甲鉄艦扶桑の設計を一任され、その回航時に夫婦でわざわざ日本を訪問し当時の海軍卿川村純義に今後の日本軍艦について建言するなど草創期の日本帝国海軍とも密接な関係があった。
1874年の総選挙で庶民院議員に当選し、1906年まで自由党所属の政治家として活動した。1886年の第3次グラッドストン内閣では大蔵卿委員に任じられた。
1906年11月、ロンドンのストランドにて心不全により死去。12月4日、パットニー・ヴェイル墓地に葬られた。